# Алту-Рабаган
А́лту-Рабага́н (порт. Albufeira do Alto Rabagão) — водохранилище на севере Португалии, на реке Рабаган, левом притоке реки Каваду. Расположена на территории существовавшей с 1936 по 1976 год провинции Траз-уш-Монтиш и Алту-Дору, в муниципалитете Монталегри в округе Вила-Реал. Длина водохранилища около 10 км, площадь — 2224 (2212) га.
Площадь водосбора — 210 км². По другим данным 103 км², что составляет 6,4 % от общей площади бассейна реки Каваду (1610 км²). Средняя высота и средний уклон площади водосбора составляют примерно 952 м и 10,9 % соответственно. Среднегодовая сумма осадков равна 1555 (1500) мм (за период наблюдений 1955—1995 гг.). Годовой сток — 0,18 км³. Расход воды при 1 % обеспеченности (1 раз в 100 лет) — 860 м³/с.
Бетонная (купольная (арочная) и частью гравитационная) плотина Алту-Рабаган в Пизойнш (Pisões, Монталегри) имеет максимальную высоту 94 м. Отметка гребня — 880 м над уровнем моря. Длина плотины по гребню — 1970 м. Плотина выполнена на гранитном и сланцевом фундаменте. Объём бетона — 1,117 млн м³.
Водосброс в теле плотины на отметке 850,8 (860) м. 2 щитовых затвора, максимальный пропуск расхода — 500 м³/с.
Плотина образует водохранилище ёмкостью 550,1 млн м³ (568,69 млн м³), четвёртое по объёму водохранилище Португалии (2011). Полезный объём — 557,92 млн м³. Мёртвый объём — 10,77 млн м³. Нормальный подпорный уровень (НПУ) — 870,8 м, уровень мёртвого объема (УМО) — 819,8 м, форсированный подпорный уровень (ФПУ) — 870,9 м. Энергетическая мощность водохранилища Алту-Рабаган оценивается в 1 млрд кВт⋅ч. Алту-Рабаган стало первым водохранилищем в Португалии для многолетнего регулирования стока — использования аккумулированной воды в засушливые годы.
Минимальный объём водохранилища за период наблюдений с января 1990 года по октябрь 2010 года наблюдался в декабре 1998 года — 146 млн м³, максимальный в феврале 2010 года — 567 млн м³.
Водохранилище используется нужд гидроэнергетики, для снабжения питьевой водой, рыбалки, купания (оборудованные пляжи отсутствуют) и парусного и другого водного спорта.
В Алту-Рабаган выращивается микижа (Oncorhynchus mykiss). Годовой объём производства — около 300 т.
Водохранилище Алту-Рабаган и связанные с ним Алту-Каваду и Венда-Нова по концентрации хлорофилла относятся к мезотрофным озёрам. 73,5 % бытовых сточных вод в муниципалитете Монталегри сбрасываются без каких-либо очистки, очистные сооружения обслуживают 3782 человека, что соответствует расходу 682 м³/день.

## ГАЭС Алту-Рабаган

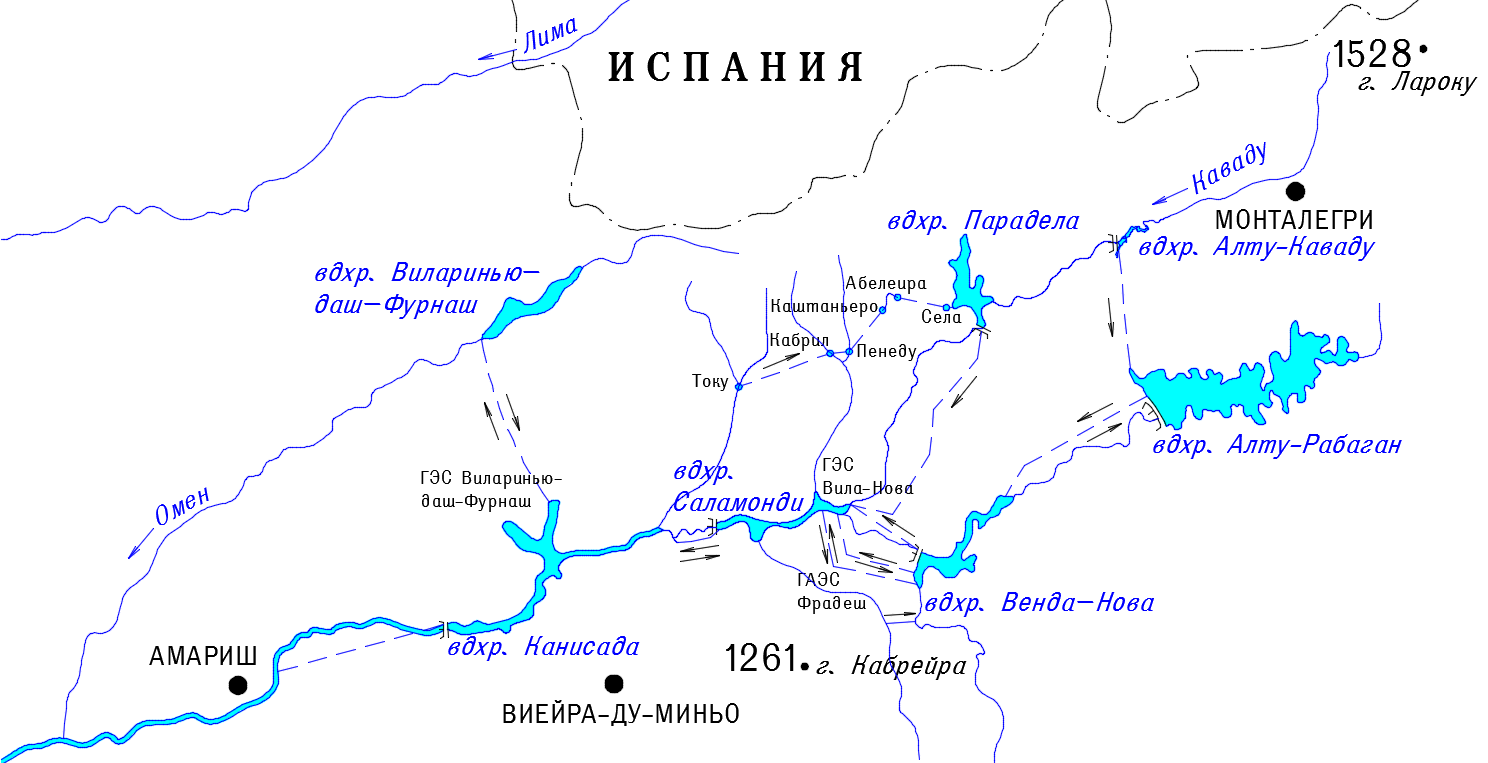
Схема размещения водохранилищ в бассейне Каваду

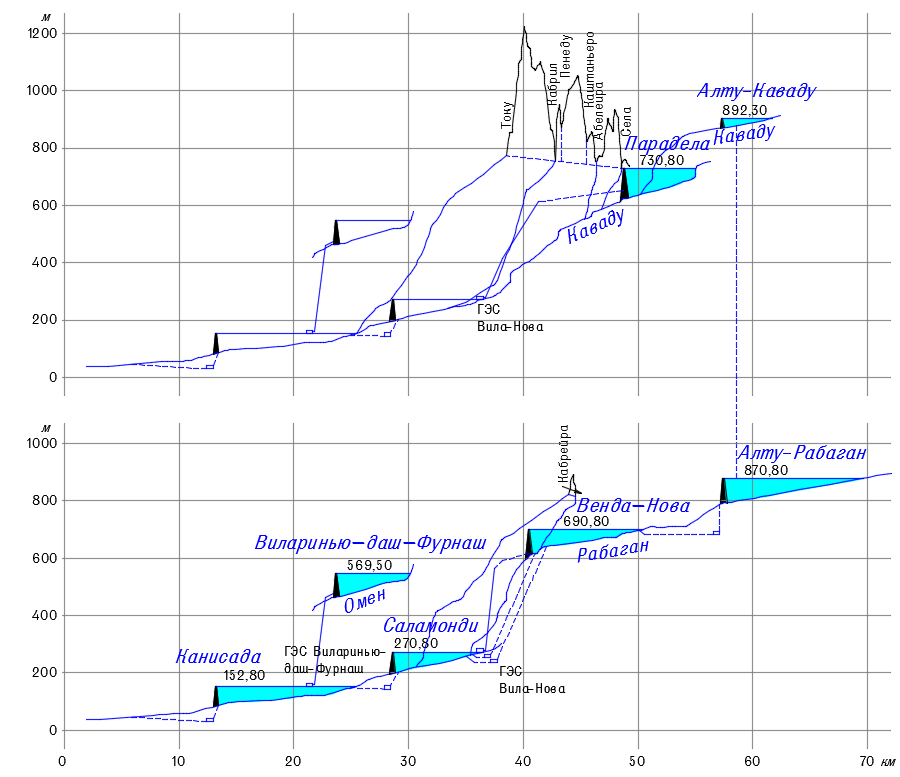
Каскад Каваду — Рабаган — Омен

ГАЭС Алту-Рабаган (Central Hídrica do Alto Rabagão), первая в Португалии, является частью каскада Каваду — Рабаган — Омен, который состоит из 8 плотин: Алту-Рабаган, Алту-Каваду, Парадела, Венда-Нова, Саламонди, Канисада, Виларинью-даш-Фурнаш и Пениде, расположенных на реках Каваду, Рабаган и Омен. Общая ёмкость водохранилищ — 1121 км³ (1093 км³), из которых 65 % приходится на водохранилище Алту-Рабаган. Общая энергетическая ёмкость — 1642,8 ГВт⋅ч. Общий напор гидроустановки (напор-брутто) между нормальным подпорным уровенем (НПУ) водохранилища Алту-Рабаган и водовыпуском Канисада составляет около 840 м, а напор используемый в Пениде — около 7 м. Суммарная установленная мощность 632,4 МВт, распределённая на 14 агрегатах. Средняя годовая выработка электроэнергии — 1704 ГВт⋅ч.
Здание ГАЭС — подземное, расположено у подножья плотины. Установлены 2 турбины Френсиса, 2 насоса единичной мощностью 42 МВт и 2 генератора единичной мощностью 45 тыс. кВ⋅А. Установленная мощность 68 МВт. Средняя годовая выработка электроэнергии — 83 (97) ГВт⋅ч.
Для развития бассейна Каваду и её притоков для нужд гидроэнергетики была создана компания «Гидро-Электрика ду Каваду» (HICA — Hidroeléctrica do Cávado). Архитектором ГАЭС был Жануариу Годиньо (Januário Godinho; 1910—1990). Строительная организация — MAGOP. ГАЭС спроектирована в 1957 (1958) году. Введена в эксплуатацию в 1964 году.
Местоположение водовыпуска Алту-Рабаган — тальвег, через плотину. Максимальный расход — 360 м³/с.
В качестве нижнего водоёма для Алту-Рабаган используется водохранилище плотины Венда-Нова. Длина деривации — около 6 км.
Для питания водохранилища Алту-Рабаган построена бетонная гравитационная плотина Алту-Каваду высотой 29 м и длиной по гребню 220 м на реке Каваду, которая образует водохранилище площадью 50 га (0,5 км²) и ёмкостью 3,3 млн м³. Полезный объём — 2 млн м³. Уровень гребня 906,5 м над уровнем моря. Объём бетона 29 тыс. м³. Плотина введена в эксплуатацию в 1964 году. Алту-Каваду и Алту-Рабаган соединены подземным водоводом длиной 4,9 км и сечением 11 м². Отметка водоприёмника 894,9 м, водовыпуска — 870 м. Нормальный подпорный уровень (НПУ) — 901,5 м. Водосброс над гребнем плотины. Максимальный пропуск расхода — 410 м³/с.
В год из Алту-Каваду в Алту-Рабаган переливается 104 млн м³, из Алту-Рабаган в Венда-Нова — 101 млн м³.
Плавучая солнечная электростанция мощностью 218 кВт на водохранилище Алту-Рабаган введена в эксплуатацию в конце 2016 года. Электростанция включает 840 фотоэлектрических панелей. Площадь — 2500 м². Средняя годовая выработка электроэнергии — 300 МВт⋅ч.
Управляет гидроэлектростанциями Алту-Рабаган, Вила-Нова, Фрадеш, Саламонди, Канисада и Виларинью-даш-Фурнаш компания EDP — Gestão da Produção de Energia, S.A.